# テトリス ザ・グランドマスター
『テトリス ザ・グランドマスター』 (TETRIS:THE GRAND MASTER) は、アリカが開発し、1998年8月に発売された業務用のパズルゲームである。販売元はカプコン。通称は「The Grand Master」の頭文字を取った『TGM』（ティージーエム）。

## 概要
1988年にセガが制作・発売した、アーケード（セガ・システム16）版『テトリス』を基にしつつ、従来の『テトリス』の最高速を超えた独自の最高速「20G」が存在するという点、また「限られたゲームプレイ時間中でグランドマスターの称号を獲得する」目的が存在する点を特徴とする。このほかにも「段位システム」（GRS）や、「先行回転システム」（IRS）、さらには「落下位置表示システム」（TLS）といったやりこみ要素の強い独自システムが採用されており、その在り方から上級者向けとするメディアもある。
後にシリーズ化された（#シリーズ作品）。
2022年12月1日には、ハムスターが展開するアーケードアーカイブスの一種としてPlayStation 4/Nintendo Switch向けの移植版が発売された。

## ゲームシステム
ブロック（テトリミノ）をひたすら消しつづけ、「レベル」と呼ばれる数値を999にまで上げるのが目的。レベルが999になるとエンディングが始まり（本作ではこの際後記するグレードが "GM" となった場合のみ、ゲームが続いているまま背景にスタッフロールが流れる）、エンディングが終了すると強制的にゲームオーバーとなる。このため他のテトリスとは異なり、無限にゲームを続けることはできない。
本作には、従来のテトリスにはなかった独自のシステムが多く存在し、次作以降のシリーズにも搭載されている。その中でも「TLS」「テトリミノの出現を補正するシステム」は後のガイドラインにも採用されている。
なお、このゲームではグレードとタイムのみがランキングの対象となる。得点も画面に表示されるが、あくまで本作に限るグレードの指標にすぎず、ネームエントリーをしてもスコアがランキングに記録されることはない。

### レベル
レベルが上がるにつれて、テトリミノの落下速度が速くなり難易度が上がる。
従来のテトリスにおける「レベル」といえば単にテトリミノの落下速度のみを指しており、「各レベルで規定された一定数のラインを消すことでしか上昇しない」ため、ラインを消さない限りいくらテトリミノを落下させてもレベル・落下速度はそのままであるのが主流であった。一方で本作での「レベル」は、テトリミノの落下速度というよりはゲーム全体の進度を示す指標という形としても扱われており、これは次作『TA(P)』以降にも継承されている。
レベルはテトリミノが上から出現する瞬間に1つ上がり、また、ラインを揃えてブロックを消すとそのライン数がレベルに加算される。ただし、レベルの下二桁が99（99、199、299…）、および 998 になると、テトリミノが上から出現してもレベルが増えず、ラインを揃えるまで上がらなくなる。
そして、レベルが500に達すると実質的な無限大といえる落下速度「20G」の状態となる。

### 20G
20Gでは落下速度が実質的に無限大となり、テトリミノが画面上に出現したときには既に地面に接地している状態になるため、接地〜固定までの時間の中でプレイヤーは地上のブロックを滑らせながら積み上げていくことになる。詳しくはテトリス#追加ルールを参照。
本作における「G」とは、テトリミノが1/60秒で何段分先まで落下するかを示す。20Gという名称は、本シリーズでのフィールドの高さがブロック20段分であり、その高さを1/60秒で落ちることに由来する。
後続シリーズでは20Gに到達した後、レベルが上がっていくごとにテトリミノの接地から固定されるまでの猶予時間が短くなっていく。
本作ではタイトル画面で隠しコマンドを入力することで、開始直後からいきなり20Gの状態になる「20Gモード」でプレイできる。このモードでプレイした場合、ランキングの対象外となる。

### GRS（段位システム）
このシリーズでは GRS（Grade Recognition System） と呼ばれる段位システムが搭載されており、腕前の最大の指標として扱われる。
段位に相当する「グレード（GRADE）」は、最下級の "9"（いわゆる「九級」に相当）から始まり、昇格すると "8", "7"…と段階的に数字が下がっていく。そして1の状態で昇格すると "S1"（いわゆる「初段」に相当）となり、"S1" から昇格すると "S2", "S3"…と数字が上がっていく。
本作ではライン消去で増加する得点が一定量に達するとグレードが昇格する。ただしスコアだけでは "S9"（120,000点以上を獲得）までしか上がらず、真の最高グレードである "GM"（グランドマスター）の称号を獲得するには「他の条件」が必要となるが、具体的な条件は提示されていない。

### IRS（先行回転システム）
Initial Rotation System（IRS） と呼ばれるこのシステムは、NEXT枠のテトリミノが画面に出現する瞬間に回転ボタンを押し続けていることで、あらかじめ左もしくは右に回転されている状態にしてから出現させられるものである。一見すると大きな意味のないように思えるシステムだが、落下速度が20Gに近づくとテトリミノと地形の状況により可動範囲が著しく制限されることが増えていく。
アリカがこのシステムを開発し、特許出願をしているが、審査請求が行われなかったため特許は認められていない（1998年5月30日出願、1999年12月14日公開、出願番号：特願平10-166263、公開番号：特開平11-342268）。特許文献では「回転ボタンが継続的にON状態になっているか否かを確認し、ON状態になっている場合、次の落下ブロック群を予め90度回転設定しておく」ものとしており、「本発明は次の落下ブロック群に対して予め回転制御を予約設定できるようにし、プレイヤーに最後までゲームオーバーを回避できる可能性を与えて、より面白く楽しめるようにすることを目的として創作された」と説明している。

### TLS（落下位置表示システム）
Temporary Landing System（TLS） というシステムが搭載されており、レベルが0 - 99の間、テトリミノをそのまま下に落としたときの位置をテトリミノの影で知らせてくれる。隠しコマンドにより常時出現させることも可能だが、レベル350あたりから20Gに近い超高速で落下するためほとんど意味がなくなり、完全な20Gに達する500を境に消滅する。

### テトリミノの出現を補正
従来のテトリスでは、次に出現するテトリミノを決めるアルゴリズムは単に乱数で決定するだけでしかないランダムなものであったため、運が悪いと乱数の偏りで同じ種類のテトリミノが2 - 4個連続で落ちてくることもたびたびあった。
このゲームでは特定のテトリミノに偏らず均等になるよう「直近4ミノまでに出現した種類は一定回数まで再抽選され登場しにくくなる」補正がかけられているため、あまり運に左右されないプレイが可能である（この「テトリミノの出現を補正する」という概念もガイドラインで採用されているが、補正のアルゴリズムが異なっている）。
加えて本シリーズはゲーム開始時に「Z字形」「S字形」「四角形」のテトリミノが来ないようになっている。
さらに、L字/逆L字とZ字/S字の組み合わせに関してはそれぞれに履歴補正が存在し、出現テトリミノに間があったとしても、この組み合わせのそれぞれにおいて、どちらか片方連続で落ちてくることはほとんどない。これを利用して「待ちがL字/逆L字の2択にしなければならない時」に、前回出たテトリミノを記憶しておくことにより、確率の高い待ちにすることが可能である。

### 次のテトリミノによって音が変わる
このシリーズではテトリミノが落ちてくるとき、NEXTに出現したテトリミノの形状によってそれぞれ違う音が鳴るという特徴が存在する。本作では隠しコマンドを入力してテトリミノの色が1色になる「MONO BLOCK モード」が存在するが、この要素により次のブロックを素早く判断する練習に応用できる。また、後の『テトリス ザ・グランドマスター3 -Terror Instinct-』のSHIRASEモードでは途中からブロックの色が統一されてしまうという仕掛けがあるが、NEXTの音は消えないため、次のブロックを判断することが可能である。

## 対戦モード・特殊モード
本シリーズでも対戦モードで遊ぶことが可能。
2ライン以上の消去で相手のフィールドにテトリミノを送り込めるほか、「アイテムゲージ」が存在しこれが最大になると特殊効果を有する5種類のテトリミノ（以下、アイテム）が出現する。ラインを形成する際にアイテムを含ませた上でを消去すると、そのアイテムの効果を発揮する。
クレジット投入後にコマンド入力を行うことで特殊モードが選択できる。本作では「20Gモード」（前述）と、テトリミノが巨大化する「ビッグブロックモード」が実装されている。

## 開発
ジャレコの『テトリスプラス』が世に送り出されたそのころ、アリカも家庭用ゲーム機向けにテトリスを作ろうと考えていた。ただのテトリスでは厳しいため、彼らは付加価値となるものを模索していた。当時放送されていたテレビ番組『ダウンタウンのごっつええ感じ』では、テトリスの対戦を取り上げることがあり、番組を見ていたアリカのスタッフたちは対戦に特化した作品を作ろうと思い立った。この時点では「ダウンタウンのごっつええテトリス」（以下：「ごっつええテトリス」）として、『パラッパラッパー』のように薄っぺらいキャラクターによる演出を採用する予定だった。
吉本興業に企画を持ち掛けたところ、松本人志本人から「テトリスはシンプルなのが面白いのであって、ごてごてつけるのはどうかと思う」という指摘が寄せられる。また、アリカが試行錯誤を重ねている間に番組が打ち切られてしまい、「ごっつええテトリス」の開発も中止となった。
その後、アリカの副社長である三原一郎がテトリスを作ることとなり、「ごっつええテトリス」は「テトリス ザ・グランドマスター」というアーケードゲームとして再出発した。
三原はインタビューの中でセガの『テトリス』への敬意について触れつつも、開発中は松本の発言があり、作る中で進化を遂げる必要があったと振り返っており、ゲーム性については段位制やゲームスピードなどストイックな部分と、対戦のアイテムといった「ごっつええテトリス」の対戦部分が融合して生まれたと話している。
1998年6月22日から29日にかけて行われたカプコンの新作披露会で公開された。

## 反響
本作は本作は『ゲームマシン』第573号（1998年10月1日）の「Game Machine's Best Hit Games 25」のTVゲーム機（ソフトウェア部門）の16位に初めて登場し、その半月後の第574号（1998年10月15日）には8位に上昇した。

## シリーズ作品

### テトリス ザ・グランドマスター
1998年8月（アーケード） 開発元：アリカ / 発売元：カプコン
第一作。上記参照。

### テトリス ジ・アブソリュート ザ・グランドマスター2
2000年10月27日（アーケード） 開発元：アリカ / 発売元：彩京
通称『TA』。レバーを上に倒すことにより、一瞬でテトリミノを下まで落とし遊ばせることができるシステムが追加された。さらに、落下速度が20Gになってからも、テトリミノが接地されてから固定されるまでの遊び時間や、次のテトリミノが出現するまでの間隔（アニメーションにかかる時間）が少しずつ短くなるようになり、難易度が大幅に上がった。
初心者向けの「NORMAL」モードと、前作と同じくレベル999を目指す「MASTER」モード、横に長いフィールドを2人同時で協力してプレイする「DOUBLES」モードを備える。またプレイ内容と成績の目安となる6種類のメダルがあり、各メダル金銀銅の3種がある。
今作でもS9以上の段位の出現条件が伏せられていることに加え、次レベルまでの点数表示も消えたため、全てのランク条件が闇の中へと消えている。当初は「m」が最上位だと思われていたが、三原によって否定された。その後「Gm」が登場するものの、これも「Gmよりさらに上の級が2つ以上存在する」とコメントされている。ただし2010年に三原が『信じなくていいですよ、私の言う事なんて（笑）』とブログに書いているなど、本当に存在するのかは不確かであり、2025年5月現在も未だ発見されていない。

#### テトリス ジ・アブソリュート ザ・グランドマスター2 PLUS
2000年12月（アーケード） 開発元：アリカ / 発売元：彩京
通称『TAP』。前バージョンであるTAが予想以上に売れて好評だったため、無償でこのバージョンに交換された。
GRSと20G中の速度上昇が存在せず一定の間隔でフィールドの下から灰色のブロックがせり上がってくる「TGM+」モード、最初から20GでMASTERよりもさらに速度が上がる上級者向けの「T.A.DEATH」モードが新たに追加された。また「DOUBLES」モードの必要クレジットが2から1へ下げられ、出し方も簡略化された。今回もT.A.DEATHモードでGm以上の存在が示唆された。

### テトリス ザ・グランドマスター3 -Terror Instinct-
2005年3月（アーケード） 開発元：アリカ / 発売元：タイトー
通称『TI』。世界基準で規定されている「ホールド」の要素が追加され、NEXTテトリミノが3つまで表示されるようになった。また、従来作とほぼ同じ操作系統の「クラシックルール」と、世界基準に近い「ワールドルール」が選択できる。ただし、インフィニティで無限に回転できると、半永久的にゲームの進行を止めてしまうことができ、アーケードゲームとして不都合なため、同一ライン上における猶予は回転ボタン8回押し + 移動10回分に制限されている。
初心者向け「EASY」モード、ステージクリア型の「SAKURA」モード、従来通りレベル999でGmを目指す「MASTER」モード、T.A.DEATHに相当する超上級者向け「SHIRASE」モードがある。
今作よりゲーム途中のスコアやグレードが一切表示されなくなった。SHIRASEのランク法則は大体解明されたが、現在確認されている「S13」の上がある、MASTERも「GM」の上があるなどの噂が飛び交っているのは変わらない。また、MASTERモードの増速タイミングがプレー内容（レベル通過時間）によって変動するようになり、タイムが短くなるほど20G突入レベルや遊び時間の短縮も前倒しされ、グレードが上がりやすくなる仕組みになっている。

### テトリス ザ・グランドマスター エース
2005年12月（Xbox 360） 開発元：アリカ / 発売元：AQインタラクティブ
通称『TGM-ACE』。シリーズ初のコンシューマ版。従来作よりも「ワールドルール」の色が濃くなり、テトリミノの色や操作性、レベルアップの法則などがシリーズ特有のものではなく、「世界基準」により近いものに変わっている。
ゲームシステムも根底から異なっており、得点の概念やTIのMASTER・SHIRASEに相当するモードが収録されていない（GRSが搭載されていない）。
テトリミノの回転法則に限り、クラシックルール（ARS）に変更可能（ただし、TIのように完全なクラシックルールには変更できず、難易度が大幅に下がっている）。Xbox Live を使ったオンライン対戦などが可能になっている。

### TETRIS THE GRANDMASTER4 -ABSOLUTE EYE-
2025年4月4日予定（Steam） 開発元：アリカ / 発売元：アリカ
2009年9月に『Tetris THE GRAND MASTER4 THE MASTERS OF ROUND.』のタイトルで発表されたが、その後、紆余曲折があり発売に至らない状況が続いた。
2024年9月27日、アリカがザ・テトリス・カンパニーと新作テトリスゲーム（TGMシリーズ）のライセンス契約を締結したことを発表。
2024年12月3日、タイトルを『TETRIS THE GRANDMASTER4 -ABSOLUTE EYE-』（テトリス ザ・グランドマスター4 アブソリュート・アイ）とすることを発表。
「テトリスが上手くなるテトリス」をコンセプトに新しいアイデアを実装している。

## 発売中止作品

### テトリス ザ・グランドマスター
PlayStation 開発元：アリカ / 発売元：アリカ（当時予定）
アーケードで稼働した後、PSにも移植しようと1999年発売予定でアリカが開発を進めていたが、ザ・テトリス・カンパニーが「テトリスの商品化は1プラットフォームにつき1社のみ」とする方針を発表したことにより、PS版の発売中止を余儀なくされた。

### TGM-K（仮称）
PlayStation Portable 開発 / 発売元：アリカ
2004年7月にアリカもPSPへ参入するとともに、『TGM-K（仮称）』を発表するも、発表から5年経った2009年時点でも具体的な進展が見られず、ライセンスの都合もあることから開発の目処が立っていないようであった。
開発の目処が立たない理由として、三原はTGMシリーズを模したクローンの濫造によりライセンスの取得が進まないため、という旨コメントしている。
さらに、2009年11月1日にエレクトロニック・アーツがPlayStation StoreでPSP版『TETRIS』の配信を開始したため、『TGM-K』の開発が中止になる可能性も高いとされていた（アリカから開発が中止になるかは明言されていなかった）。結局、PSPの生産終了により、事実上の自然消滅となった。